# Saint-Germain-la-Campagne
Saint-Germain-la-Campagne – miejscowość i gmina we Francji, w regionie Normandia, w departamencie Eure.
Według danych na rok 1990 gminę zamieszkiwały 793 osoby, a gęstość zaludnienia wynosiła 36 osób/km² (wśród 1421 gmin Górnej Normandii Saint-Germain-la-Campagne plasuje się na 304. miejscu pod względem liczby ludności, natomiast pod względem powierzchni na miejscu 37.).